# Ернст Роберт Курциус (награда)
Литературната награда за есеистика „Ернст Роберт Курциус“ (на немски: Ernst-Robert-Curtius-Preis) е учредена от Бонския университет и се присъжда от 1984 до 2015 г. за цялостно творчество или за изтъкната есеистична творба.
Наградата е посветена на литературния теоретик и романист Ернст Роберт Курциус.
До 2001 г. отличието се раздава ежегодно, а след това на всеки две години.
Наградата е на стойност 8000 €.
Присъжда се и поощрителна награда за млади писатели в размер на 4000 €.

## Носители на наградата (подбор)
- Голо Ман (1984)
- Фридрих Дюренмат (1989)
- Гюнтер Кунерт (1991)
- Петер Слотердайк (1993)
- Томас Хетхе (1994)
- Одо Марквард (1996)
- Ханс Магнус Енценсбергер (1997), Дорон Рабиновичи (поощрение)
- Рюдигер Сафрански (1998)
- Гюнтер де Бройн (2000)
- Дитер Велерсхоф (2005)